# Mittelhessische Druck- und Verlagsgesellschaft
Die Mittelhessische Druck- und Verlagsgesellschaft mbH (MDV) mit Sitz in Gießen (Hessen, Deutschland) ist ein Unternehmen, das im Verlagswesen aktiv ist. Die Anteile am Unternehmen werden von der Gründerfamilie gehalten.

## Geschichte
Hans Rempel gründete am 8. Januar 1946 die Gießener Freie Presse als Lizenzzeitung. 1948 wird das Zeitungsportfolio um die Wetterauer Nachrichten und die Alsfelder freie Presse erweitert. Im achten Jahr des Bestehens firmiert die Gießener Freie Presse in Mittelhessische Druck- und Verlagsgesellschaft mbH um. Die Gießener Neue Presse wird umbenannt in Gießener Allgemeine mit dem Nebentitel Zeitung für Mittelhessen.
Gemeinsam mit dem, zur Ippen-Gruppe gehörenden, Verlag Dierichs wurde am 1. März 2017 die Zeitungsholding Hessen gegründet. Mit der Gründung der Zeitungsholding Hessen werden die bisher von der Mittelhessischen Druck- und Verlagsgesellschaft herausgegebenen Tageszeitungen, zusammengefasst im Mittelhessischen Druck- und Verlagshaus, an die Zeitungsholding Hessen übertragen.

## Beteiligungen
Die Mittelhessische Druck- und Verlagsgesellschaft mbH ist an folgenden Verlagen und Rundfunksendern beteiligt:
- Pressehaus Bintz Verlag (18 %)
- Zeitungsholding Hessen (20 %)
- Radio/Tele FFH (2,7 %)

Hinzu kommt noch die MDV Mönchhof Druck- und Verlagsgesellschaft mbH, die weitere 0,1 Prozent an Radio/Tele FFH hält.